# Gustave Choquet
Gustave Choquet (francês: [ʃɔkɛ]; Solesmes, 1 de março de 1915 – Lyon, 14 de novembro de 2006) foi um matemático francês.
Foi palestrante do Congresso Internacional de Matemáticos em Estocolmo (1962).
Foi casado com a física matemática Yvonne Choquet-Bruhat. Morreu em Lyon em 14 de novembro de 2006.

## Obras
- Cours d’analyse, 2ème cycle, CDU (Centre de Documentation Universitaire) und École polytechnique, 1955–1960
- Cours de topologie, Masson, 1964
- Neue Elementargeometrie, Vieweg 1970 (französisch: L’enseignement de la géométrie, Hermann, 1964)
- Outils topologiques et métriques de l’analyse mathématique, CDU, 1966
- Géométrie des complexes, CDU, 1968
- Lectures on analysis, 3 Volumes, Benjamin, 1968